# 1,2-bis(dicyklohexylfosfino)ethan
1,2-Bis(dicyklohexylfosfino)ethan, zkráceně dcpe, je organická sloučenina se vzorcem (C6H11)2PCH2CH2P(C6H11)2, bílá pevná látka rozpustná v nepolárních organických rozpouštědlech. Používá se jako ligand v koordinační chemii.